# Shadrach nella fornace
Shadrach nella fornace è un romanzo di fantascienza del 1976 dello scrittore statunitense Robert Silverberg.
È stato candidato ad entrambi i maggiori riconoscimenti della letteratura fantascientifica, il Premio Hugo e il Premio Nebula.

## Trama
2012, Ulan Bator. Shadrach Mordecai è il medico personale di Gengis II Mao IV, presidente del C.R.P. (Comitato Rivoluzionario Permanente), ossia il dittatore di tutto il mondo. Dopo la tremenda esplosione del vulcano Cotopaxi del 1991 e i disordini e le rivolte che hanno sconvolto il pianeta, una terribile guerra virale ha devastato la Terra. La guerra batteriologica ha causato la mutazione del DNA umano, e gli uomini - tranne l'elite che può accedere regolarmente al vaccino - subiscono gli effetti di tremende emorragie interne.
Per assicurarsi l'immortalità, Gengis Mao ha predisposto tre progetti, denominati Fenice (per studiare la possibilità di rigenerazione cellulare), Talos (un corpo meccanico dove immettere la mente di Gengis Mao) e Avatar (un corpo umano in cui immettere la mente di Gengis Mao).
Il progetto Avatar, guidato dalla fidanzata di Shadrach, è quello più avanzato: Mangu, il vicepresidente del CRP comprende essere lui il corpo destinatario della mente di Gengis Mao e preferisce il suicidio a questo destino. Le purghe e le epurazioni che seguono questo suicidio turbano Shadrach, anche perché scopre essere lui il nuovo corpo destinatario.
Dopo una lunga vacanza in giro per il mondo che si concede, scopre che esiste all'interno dello stesso CRP un piccolo movimento di ribellione, e riesce ad impiantare nel cervello di Gengis Mao un congegno che potrebbe causarne la morte.
In questo modo ha salva la vita e costringe Gengis Mao ad abbandonare il progetto Avatar in favore di Talos e a produrre un vaccino per tutta l'umanità.

## Edizioni
(elenco parziale)
- Robert Silverberg, Shadrach in the Furnace, Bobbs Merrill, 1976.
- Robert Silverberg, Shadrach nella fornace, traduzione di Giuliano Tedesco, copertina di Marco Patrito, Classici Urania, Arnoldo Mondadori Editore, 1995,  p. 303.